# Codon (planta)
Codon es un género de plantas con flores perteneciente a la familia Boraginaceae. Comprende 4 especies descritas y de estas, solo 2 aceptadas.

## Taxonomía
El género fue descrito por George Bentham  y publicado en Systema Naturae, ed. 12 2: 292. 1767.

## Especies aceptadas
A continuación se brinda un listado de las especies del género Codon (planta) aceptadas hasta septiembre de 2013, ordenadas alfabéticamente. Para cada una se indica el nombre binomial seguido del autor, abreviado según las convenciones y usos.
- Codon royenii L.
- Codon schenckii Schinz